# Serenata núm. 4 (Mozart)
La Serenata núm. 4 en re major, K. 203 (189b), Serenata «Colloredo», és una composició de Wolfgang Amadeus Mozart acabada a Salzburg el mes d'agost de 1774 per les cerimònies a la Universitat de Salzburg. L'obra és molt similar a la Serenata núm. 5 (K. 204), que seria composta un any després. És coneguda popularment com la Serenata "Colloredo"; el sobrenom procedeix de Hieronymus von Colloredo, Príncep-arquebisbe de Salzburg, per a qui Mozart treballava.
La serenata està escrita per a dos oboès (doblant les dues flautes,), dos fagots, dues trompes, dues trompetes i corda.

## Estructura
1. Andante maestoso - Allegro assai
2. ''[Andante]''
3. Menuetto
4. ''[Allegro]''
5. Menuetto
6. ''[Andante]''
7. Menuetto
8. Prestissimo

La marxa en re major, K. 237/189c, fou utilitzada com una introducció o final per a aquesta obra.
El segon, tercer i quart moviments compten tots amb un violí solista prominent; és com un concert per a violí de tres moviments dins la serenata. D'altra banda, el trio del segon minuet compta amb una part de fagot solista. independent.
Igual que la majoria de les serenates per a orquestra de Mozart, es creà una simfonia a partir d'un subconjunt dels moviments de la serenata. La "Serenata Simfònica" consisteix en l'agrupació dels moviments primer, sisè, setè i vuitè.